# Christian Ilić
Christian Ilić (Friesach, 22 luglio 1996) è un calciatore croato, attaccante del Bhayangkara.

## Carriera
Ha giocato nella prima divisione dei campionati austriaco, scozzese, bulgaro, cipriota ed indonesiano.